# Командир (фильм)
«Командир» (итал. Il comandante) — фильм 1963 года режиссера Паоло Эуша.

## Сюжет
В связи с возрастом полковнику Антонио Кавалли, присваивают звание генерала и отправляют в отставку. Генерал Кавалли не может быть без дела, а потому начинает писать мемуары, которые во время пожара сгорели. Чтобы снова не быть без дела, генерал устраивается на работу в строительной компании.